# Hongrie méridionale
La Hongrie méridionale est l'équivalent français de l'expression hongroise Délvidék (littéralement : « contrée du sud » ou « Midi »), laquelle désigne les anciens territoriaux du Sud du Royaume de Hongrie, correspondant principalement à la Voivodine serbe et au Banat historique roumain. 
L'utilisation contemporaine du terme renvoie à l'imaginaire irrédentiste de la Grande Hongrie et sert notamment à désigner les zones de peuplement de la minorité magyare de Serbie. 